# نناد جودیچ
نناد جودیچ (صربی: Nenad Džodić؛ زادهٔ ۴ ژانویهٔ ۱۹۷۷) بازیکن فوتبال اهل صربستان بود.
از باشگاه‌هایی که در آن بازی کرده‌است می‌توان به باشگاه ورزشی مون‌پلیه و باشگاه فوتبال آژاکسیو اشاره کرد.
وی همچنین در تیم‌های ملی فوتبال زیر ۲۱ سال صربستان، یوفا، و صربستان و مونته‌نگرو بازی کرده‌است.